# Bohuslav Čermák
Bohuslav Čermák (31. října 1846 Pacov – 9. února 1899 Praha) byl český knihovník, básník, spisovatel a literární historik.

## Život

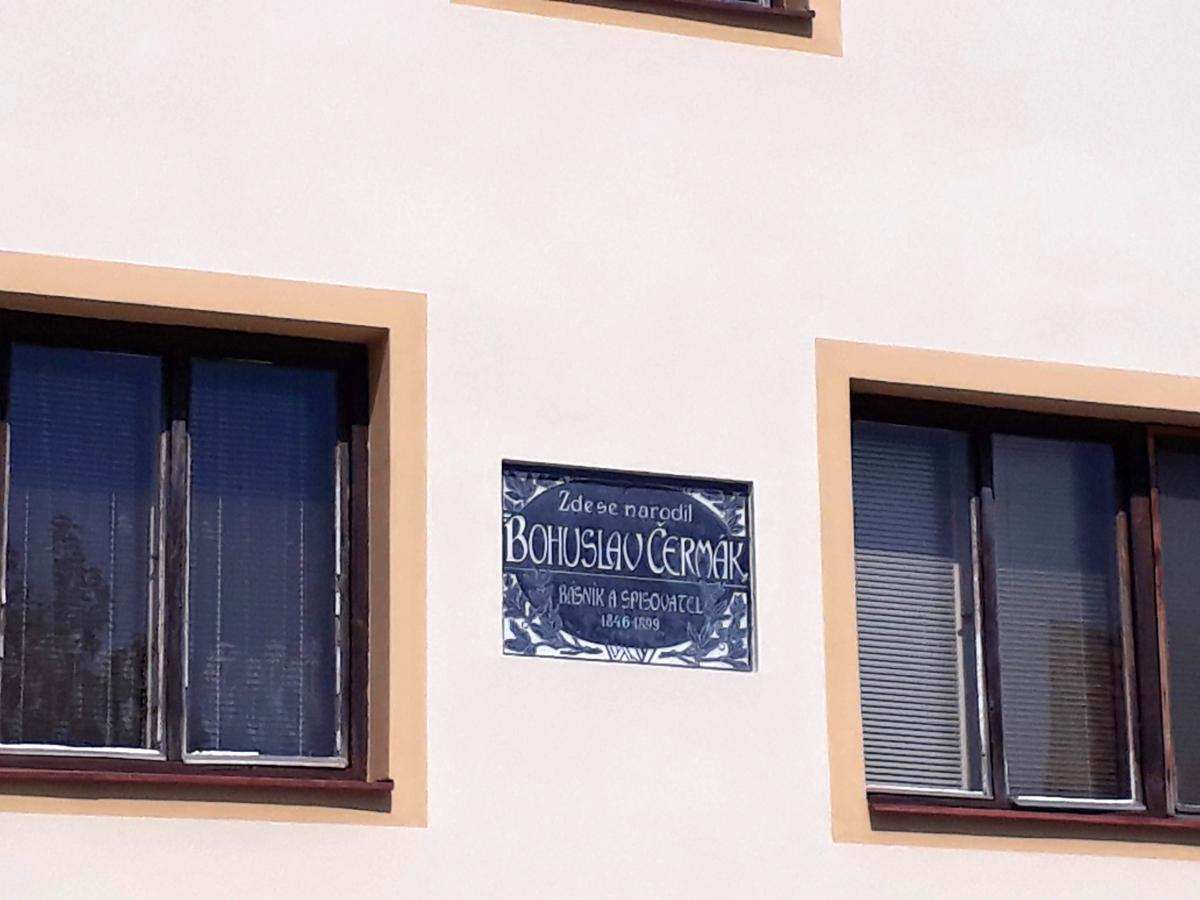
Pamětní deska na rodném domě v Pacově

Narodil se v jihočeském Pacově, v domě č. 306. Navštěvoval gymnázium v Jindřichově Hradci a Táboře, poté studoval historii na pražské filozofické fakultě. Po jejím absolvování nejdříve vyučoval na soukromém gymnáziu a po určitém čase nastoupil jako amanuensis do univerzitní knihovny v Praze. Roku 1892 se stal skriptorem. Zemřel na srdeční onemocnění. Pohřben byl na Olšanských hřbitovech.
Jeho rodný dům v Pacově je označen pamětní deskou.

## Dílo
Básně začal publikovat už jako student. Později psal literární referáty do Světozoru, Ruchu a Národních listů (1886–91). V letech 1890–91 sepsal přehled české poezie pro londýnské Athenaeum. Po roce 1891 přispíval do Časopisu Českého musea. V Květech uveřejnil literárně-historické studie o několika českých spisovatelích (bratři Karel a František Adamcové, Berta Mühlsteinová, Václav Šolc, Jan Neruda).
Samostatně vydal:
- Básně Bohuslava Čermáka (1875)
- Z naší dědiny (1885) — povídky
- Základové knihovnictví (1893) — odborná příručka
- Malé povídky (1895)